# Thunder Road
〈Thunder Road〉는 브루스 스프링스틴에 의해 쓰여지고 연주되었고 1975년 그의 혁신적인 음반 《Born to Run》의 오프닝 곡이다. 이 곡은 스프링스틴의 가장 훌륭한 곡들 중 하나로 꼽히고, 종종 사상 최고의 록 곡들 중 하나에 등장한다. 《롤링 스톤》은 "역사상 가장 위대한 노래 500곡"에 86위에 올랐다.